# 마희경
마희경(馬羲慶, 1525년 ~ 1589년)은 조선 중기의 문신, 학자이다. 본관은 목천(木川). 자(字)는 중적(仲積), 호는 죽계(竹溪)이다.

## 생애
고려 때 평장사(平章事)로 신정군(新定君)에 봉해진 마경수(馬坰秀)의 8대손이다.
1525년(중종 20년) 송도(松都)의 선죽교(善竹橋) 남쪽에 있는 집에서 교수(敎授) 마승원(馬承元)과 덕수 김씨(德水金氏)의 넷째 아들로 태어났다.
화곡(花谷) 서경덕(徐花潭)의 문하(門下)에서 수학하였고, 《주역(周易)》과 《성리대전(性理大全)》 등 서적을 탐구했다.
1567년(선조 즉위년) 생원시에 급제하였다.
1581년(선조 14년) 율곡(栗谷) 이이(李珥)가 이조(吏曹)에 있으며 효렴(孝廉)으로 천거하여 북부 참봉(北部參奉)에 임명되었으나, 사은(謝恩)하고 학문에 전념하였다.
평양 유후(平壤留後)로 있던 월정(月汀) 윤근수(尹根壽)가 마희경의 명성을 듣고 찾아가 말하기를, “그윽한 난(蘭)이 골짜기에 있으니 향기는 절로 사람에게 다가든다.” 하여 그의 학문을 높이 칭송하였고, 이어 상종하며 매우 친하게 지냈다. 이로부터 이곳에 부임하는 여러 관원 및 동서로 가는 사대부는 너나없이 그 집을 찾아 예(禮)를 하였다.
1589년 향년 65세의 나이에 병으로 졸(卒)하니, 대사현(大蛇峴) 선영(先塋) 간좌(艮坐)의 언덕에 장사지냈고, 박세채(朴世采)가 묘갈명을 작성하였다. 개성의 사현사(四賢祠)에 배향되었다.

## 가족
- 증조부 : 마지로(馬智老)
  - 조부 : 승의 부위(承義副尉) 마우동(馬羽東)
    - 부 : 교수(敎授) 마승원(馬承元)
    - 모 : 덕수 김씨(德水金氏)
      - 형 : 마희정(馬羲禎)
      - 형 : 후릉참봉(厚陵參奉) 마희상(馬羲祥)
        - 조카 : 마여룡(馬汝龍) - 1582년(선조(宣祖) 15년) 식년시(式年試) 진사 2등

      - 형 : 마희서(馬羲瑞)

    - 처부 : 전수손(田壽遜)
      - 부인 : 우봉 전씨(牛峰田氏) 전수손(田壽遜)의 딸
        - 장자 : 마덕룡(馬德龍)
        - 차자 : 마복룡(馬伏龍)
        - 아들 : 마진룡(馬震龍)
        - 아들 : 마흥룡(馬興龍)
        - 아들 : 마반룡(馬攀龍)